# Maquira calophylla
Maquira calophylla är en mullbärsväxtart som först beskrevs av Eduard Friedrich Poeppig och Endl., och fick sitt nu gällande namn av C. C. Berg. Maquira calophylla ingår i släktet Maquira och familjen mullbärsväxter. Inga underarter finns listade i Catalogue of Life.